# Pelargonium domesticum
Pelargonium domesticum är en näveväxtart som beskrevs av Jacob Whitman Bailey. Pelargonium domesticum ingår i släktet pelargoner, och familjen näveväxter. Inga underarter finns listade i Catalogue of Life.